# Chaparita ASARI
Chaparita ASARI (nombre real: Masami Watanabe; Arakawa, 15 de septiembre de 1973) es una luchadora profesional retirada japonesa.

## Primeros años y educación
Nacida en el barrio de Arakawa, Tokio, fue graduada de la escuela secundaria Nikaido adjunta a la Universidad Femenina de Educación Física de Japón.

## Carrera en la lucha libre profesional
Desde pequeña su sueño era convertirse en luchadora profesional, por lo que cuando era estudiante se incorporó al club de gimnasia por recomendación de su profesor de entonces. Para concentrarse en aplicar todas sus habilidades gimnásticas a la lucha libre profesional, nunca perdió peso y permaneció desconocida como gimnasta.
En 1992, pasó la audición de All Japan Women's Pro Wrestling por cuarta vez. Aunque no medía 160 cm, que era el mínimo para unirse a la promoción en ese momento, fue reconocida y se unió a la promoción después de usar su experiencia en gimnasia para demostrar la forma original del Sky Twister Press, que se convertiría en su movimiento de firma en el ring. Pensando cuidadosamente en «hacer cosas que nadie más haría», perfeccionó con avidez sus diversas técnicas, incluidas sus técnicas de gimnasia y kárate.
Su debut en la lucha libre profesional fue el 19 de noviembre de 1992, en un combate contra Yuka Shiina en el Katsushika Sports Center.
Cambió su nombre de ring de su nombre real Masami Watanabe a Chaparita ASARI. El origen de su nombre en el ring fue una combinación del apodo de All-Girls de sus días de aprendiz, «ASARI», y «chaparrita», que significa «pequeña y linda» en dialecto español mexicano, por el publicista de aquel tiempo.
En 1994, participó en Michinoku Pro Wrestling. Ha sido una participante habitual desde 1997 y ha estado activa, como la fundación de su propio club de mujeres Michinoku,y ha ganado una gran popularidad entre los fanáticos de Michinoku.
En 1995, tuvo un combate en el evento PPV Survivor Series de la WWE (entonces WWF) donde tuvo la oportunidad de aplicar su movimiento Sky Twister Press contra Lioness Asuka.
Se retiró de la lucha libre el 5 de mayo de 2003, poniendo fin a una carrera de 12 años como luchadora. Más tarde dijo sobre su retiro: «Quería retirarme sintiéndome satisfecha con mi actuación».
Se casó con el actor Kazuki Nakao en agosto de 2006, con quien tuvo dos hijos, pero se divorció en 2023.
En mayo de 2022, apareció como invitada en el canal de YouTube de Bull Nakano.